# Montelucaste sódico

Montelucast

Montelucaste sódico é um fármaco utilizado no tratamento da asma.
O montelucaste é um medicamento usado no tratamento de asma, rinites alérgicas e urticária. Geralmente é menos preferido para o uso no tratamento asmático que os corticosteróides inalados. Não tem utilidade durante os ataques agudos de asma, por ser medicamente visando a prevenção do ataque. Para rinite alérgica, é costumeiramente utilizado como tratamento secundário. É tomado por via oral.
Os efeitos colaterais comuns incluem dor abdominal, tosse seca e dor de cabeça. Efeitos colaterais graves podem incluir reações alérgicas, como anafilaxia e eosinofilia. Não existe estudos que contra indiquem o uso durante a gravidez.
Em março de 2008, foi anunciado que a FDA investigava se os efeitos adversos do medicamento poderiam ter correlação com suicídios.

## Usos Médicos
Dentre as indicações mais comuns ao medicamente estão, além da prevenção da asma, o broncoespasmo induzido pelo exercício, rinite alérgica e urticária. É usado principalmente como terapia complementar em adultos, além dos corticosteróides inalados, se os esteróides inalados isoladamente não produzem o efeito desejado. Também é utilizado para prevenir reações alérgicas e surtos de asma durante a administração de imunoglobulina intravenosa. Também pode ser usado como terapia adjuvante no tratamento sintomático da mastocitose. O montelucaste geralmente é administrado uma vez ao dia com ou sem alimentos.

## Mecanismo de ação
O montelucaste faz parte da família de medicamentos antagonistas dos receptores de leucotrienos. Ele funciona bloqueando a ação do leucotrieno D4, ligando-se aos leucotrienos CysLT1, nos pulmões o que resulta na diminuição da inflamação e relaxamento do músculo liso. 

## Efeitos adversos
Efeitos colaterais comuns incluem diarréia, náusea, vômito, erupções cutâneas leves, elevações assintomáticas nas enzimas hepáticas e febre. Efeitos colaterais incomuns incluem fadiga e mal-estar, alterações comportamentais, parestesias e convulsões, cãibras musculares e sangramentos no nariz. Os efeitos colaterais graves são raros (numa proporção de 1 em 10.000 pessoas que tomam montelucaste) e incluem alterações comportamentais (incluindo pensamentos suicidas), angioedema, eritema multiforme e problemas hepáticos. 
Em 2019 e 2020, preocupações com mais reações neuropsiquiátricas foram adicionadas ao rótulo no Reino Unido e nos Estados Unidos, dentre as mais frequentes incluem pesadelos, depressão, insônia (numa proporção de 1 em 100 e 1 em 1.000 pessoas tomando montelucaste); agressão, ansiedade e comportamento anormal ou alterações no comportamento (numa proporção de 1 em 1.000 e 1 em 10.000 pessoas que tomam montelucaste).

### Estudo da FDA[4]
Em junho de 2009, a FDA (Food and Drug Administration) dos EUA concluiu uma revisão sobre a possibilidade de efeitos colaterais neuropsiquiátricos de medicamentos moduladores de leucotrienos. Embora os ensaios clínicos apenas tenham revelado um risco aumentado de insônia, a vigilância pós-comercialização mostrou que os medicamentos estão associados a um possível aumento no comportamento suicida e outros efeitos colaterais, como agitação, agressão, ansiedade, anormalidades e alucinações dos sonhos, depressão, irritabilidade, inquietação e tremor. 
Em setembro de 2019, o Comitê Consultivo Pediátrico e o Comitê Consultivo para Segurança e Gerenciamento de Riscos de Drogas se reuniram para revisar a segurança de seu uso pediátrico considerando eventos neuropsiquiátricos associados ao uso da substância montelucaste.
Em março de 2020, a FDA exigiu que fosse colocado um aviso externo na caixa do montelucaste, para reforçar o risco de eventos neuropsiquiátricos associados ao medicamento, após um aumento na notificação de casos de eventos neuropsiquiátricos desde a época dos estudos iniciais sobre o tema em 2008. O aviso em caixa aconselha a evitar prescrever montelucaste para pessoas com sintomas leves, particularmente aqueles com rinite alérgica, porque existem muitos outros medicamentos eficazes para alergia, menos impactantes e que também são indicados para os casos leves.

Na análise de dados conduzida pela FDA, em comparação com os relatos de casos recebidos, a propensão de desenvolver distúrbios neuropsiquiátricos após o uso de montelucaste não supera a dos corticosteróides inalados; e não houve riscos estatisticamente significativos de distúrbios neuropsiquiátricos de início entre homens, mulheres, pacientes com 12 anos ou mais, pacientes com histórico psiquiátrico ou após a comunicação da FDA de 2008 e a prescrição de alterações nas informações. Além disso, a análise de dados conduzida pela FDA também resumiu suas próprias descobertas, dizendo que "a exposição ao montelucaste foi significativamente associada a um risco diminuído de transtorno depressivo. Foram observados em pacientes com histórico de transtorno psiquiátrico com idade entre 12 a 17 anos, bem como 18 anos ou mais, e em mulheres e homens, riscos diminuídos de ocorrência.